# Shanghai Knights
Shanghai Knights (bra: Bater ou Correr em Londres; prt: Em Defesa de Sua Majestade) é um filme estadunidense-honconguês de 2003, dos gêneros comédia de ação e aventura, dirigido por David Dobkin, escrito por Miles Millar e Alfred Gough, e estrelado por Jackie Chan, Owen Wilson, Fann Wong, Donnie Yen e Aidan Gillen. É a sequência de Shanghai Noon, de 2000.

## Sinopse
Depois que um rebelde chinês mata seu pai e foge para a Inglaterra, Chon (Jackie Chan) e seu melhor amigo Roy (Owen Wilson) vão para Londres em busca de vingança. A irmã de Chon, Lin (Fann Wong), resolve que iria fazer o mesmo e acaba descobrindo uma conspiração internacional, a qual envolve o selo imperial da China.

## Elenco
- Jackie Chan - Chon "John" Wang / John Wayne / Xangai Kid
- Owen Wilson - Roy O'Bannon / "Roy Rogers"
- Fann Wong - Lin Wang
- Aaron Johnson - Charlie Chaplin
- Aidan Gillen - Lorde Nelson Rathbone
- Donnie Yen - Wu Chow
- Tom Fisher - Inspetor Artie Doyle
- Tomas Fisher - Arthur Conan Doyle
- Oliver Cotton - Jack, o Estripador
- Gemma Jones - Rainha Victoria
- Constantine Gregory - Prefeito da Cidade de Nova York